# Raymond J. Deshaies
Raymond Joseph „Ray“ Deshaies (* 25. September 1961 in Waterbury, Connecticut) ist ein US-amerikanischer Biochemiker beim Biotechnologie-Konzern Amgen.

## Leben und Wirken
Raymond Deshaies erwarb 1983 an der Cornell University einen Bachelor und 1988 an der University of California, Berkeley, einen Ph.D., jeweils in Biochemie. Als Postdoktorand arbeitete er in Berkeley und bei Marc Kirschner an der University of California, San Francisco. Seit 1994 war Deshaies am California Institute of Technology (Caltech), zunächst als Assistant Professor, ab 2000 als Associate Professor und seit 2005 auf einer ordentlichen Professur. Von 2000 bis 2017 forschte Deshaies zusätzlich für das Howard Hughes Medical Institute (HHMI). 2017 wechselte er als Senior Vice President of Global Research zu dem Biotechnologie-Konzern Amgen. Stand 2025 ist er Distinguished Science Fellow bei Amgen.
Deshaies ist bekannt für seine Beiträge zur Erforschung des Ubiquitin-Proteasom-Systems. Sie führten zur Entwicklung der PROTAC (Proteolysis targeting chimera, Proteolyse-induzierende Chimäre). Auch die Entwicklung des Krebs-Medikaments Carfilzomib geht auf Deshaies zurück.
Deshaies hat laut Google Scholar einen h-Index von 104, laut Datenbank Scopus einen von 91 (jeweils Stand August 2025).

## Auszeichnungen (Auswahl)
- 2007 Fellow der American Association for the Advancement of Science
- 2011 Mitglied der American Academy of Arts and Sciences[5][6]
- 2016 Mitglied der National Academy of Sciences[7]
- 2023 Gabbay Award[8]
- 2025 Passano Award[9]